# Llista de topònims de Sant Llorenç de Morunys
Llista de topònims (noms propis de lloc) del municipi de Sant Llorenç de Morunys, al Solsonès
Informació actualitzada per un bot. Els canvis manuals es perdran quan s'actualitzi!

## carrer
| imatge | Nom                  | Ubicat a                | instància de | Detalls                                  | coordenades                                                   | Protecció                                  | Commons (més fotos)                            | Dades a WD                    |
| ------ | -------------------- | ----------------------- | ------------ | ---------------------------------------- | ------------------------------------------------------------- | ------------------------------------------ | ---------------------------------------------- | ----------------------------- |
|        | Carrer Major         | Sant Llorenç de Morunys | carrer       | Estil: arquitectura popular 14th century | 42° 08′ 14″ N, 1° 35′ 30″ E / 42.1373°N,1.59158°E 911 msnm    | bé integrant del patrimoni cultural català | Carrer Major de Sant Llorenç de Morunys        | Modifica les dades a Wikidata |
|        | carrer de l'Església | Sant Llorenç de Morunys | carrer       | Estil: arquitectura popular 15th century | 42° 08′ 15″ N, 1° 35′ 29″ E / 42.1375°N,1.59137°E 918 msnm    | bé integrant del patrimoni cultural català | Carrer de l'Església (Sant Llorenç de Morunys) | Modifica les dades a Wikidata |
|        | el Vallfred          | Sant Llorenç de Morunys | carrer       | Estil: arquitectura popular 17th century | 42° 08′ 16″ N, 1° 35′ 31″ E / 42.137752°N,1.591919°E 915 msnm | bé integrant del patrimoni cultural català | El Vallfred (Sant Llorenç de Morunys)          | Modifica les dades a Wikidata |

## curs d'aigua
| imatge | Nom                               | Ubicat a                                           | instància de | Detalls                                                    | coordenades | Protecció | Commons (més fotos)          | Dades a WD                    |
| ------ | --------------------------------- | -------------------------------------------------- | ------------ | ---------------------------------------------------------- | --- | --------- | ---------------------------- | ----------------------------- |
|        | Cardener                          | Solsonès Bages                                     | curs d'aigua | Desemboca: Llobregat Llarg: 87km Conca: 1374km²            | 42° 10′ 54″ N, 1° 34′ 44″ E / 42.181581°N,1.578805°E 41° 40′ 47″ N, 1° 51′ 10″ E / 41.679718°N,1.852642°E                                      |           | Cardener River               | Modifica les dades a Wikidata |
|        | rasa de Torroella                 | Guixers Navès Sant Llorenç de Morunys              | curs d'aigua | Desemboca: Cardener Llarg: 4.04km Conca: 3.5km²            | 42° 07′ 54″ N, 1° 33′ 19″ E / 42.13165305555555°N,1.55536°E 42° 06′ 34″ N, 1° 35′ 01″ E / 42.10933194444444°N,1.583618888888889°E              |           | Rasa de Torroella (Cardener) | Modifica les dades a Wikidata |
|        | rasa de les Valls                 | Guixers Sant Llorenç de Morunys                    | curs d'aigua | Desemboca: Cardener Llarg: 3.01km Conca: 189.07ha          | 42° 07′ 59″ N, 1° 33′ 58″ E / 42.13298388888889°N,1.5659838888888888°E 42° 07′ 46″ N, 1° 36′ 03″ E / 42.129418888888885°N,1.6007819444444444°E |           | Rasa de les Valls            | Modifica les dades a Wikidata |
|        | torrent de les Salines (Cardener) | Guixers Sant Llorenç de Morunys                    | curs d'aigua | Desemboca: Cardener Llarg: 6.13km Conca: 6.9km²            | 42° 08′ 19″ N, 1° 32′ 23″ E / 42.13865388888889°N,1.539621111111111°E 42° 08′ 01″ N, 1° 36′ 09″ E / 42.13348111111111°N,1.6026280555555554°E   |           | Torrent de les Salines       | Modifica les dades a Wikidata |
|        | torrent del Pou                   | Guixers Sant Llorenç de Morunys                    | curs d'aigua | Desemboca: torrent dels Plans Llarg: 4.66km Conca: 2.89km² | 42° 09′ 03″ N, 1° 34′ 26″ E / 42.15089694444445°N,1.5739638888888887°E 42° 08′ 31″ N, 1° 35′ 51″ E / 42.141888888888886°N,1.5975211111111112°E |           | Torrent del Pou (Cardener)   | Modifica les dades a Wikidata |
|        | torrent dels Plans                | Guixers Sant Llorenç de Morunys la Coma i la Pedra | curs d'aigua | Desemboca: Cardener Llarg: 2.75km Conca: 4.91km²           | 42° 09′ 12″ N, 1° 34′ 29″ E / 42.153365°N,1.5746780555555555°E 42° 08′ 30″ N, 1° 36′ 01″ E / 42.141665°N,1.6001661111111112°E                  |           | Torrent dels Plans           | Modifica les dades a Wikidata |

## edifici
| imatge | Nom                                   | Ubicat a                | instància de | Detalls                                  | coordenades                                                                       | Protecció                                  | Commons (més fotos)                   | Dades a WD                    |
| ------ | ------------------------------------- | ----------------------- | ------------ | ---------------------------------------- | --------------------------------------------------------------------------------- | ------------------------------------------ | ------------------------------------- | ----------------------------- |
|        | Molí del Riu                          | Sant Llorenç de Morunys | edifici      | Estil: arquitectura popular 1st century  |                                                                                   | bé integrant del patrimoni cultural català |                                       | Modifica les dades a Wikidata |
|        | Museu del Patronat de la Vall de Lord | Sant Llorenç de Morunys | edifici      | Estil: arquitectura popular 18th century | 42° 08′ 15″ N, 1° 35′ 29″ E / 42.137514°N,1.591422°E ca:C. de l'Església 918 msnm | bé integrant del patrimoni cultural català | Museu del Patronat de la Vall de Lord | Modifica les dades a Wikidata |

## església
| imatge | Nom                                 | Ubicat a                | instància de                          | Detalls                                      | coordenades                                                                      | Protecció                                            | Commons (més fotos)                               | Dades a WD                    |
| ------ | ----------------------------------- | ----------------------- | ------------------------------------- | -------------------------------------------- | -------------------------------------------------------------------------------- | ---------------------------------------------------- | ------------------------------------------------- | ----------------------------- |
|        | Mare de Déu de la Mercè de cal Sant | Sant Llorenç de Morunys | església capella                      |                                              | 42° 08′ 12″ N, 1° 35′ 24″ E / 42.136632°N,1.59004°E 924 msnm                     |                                                      | Mare de Déu de la Mercè de cal Sant               | Modifica les dades a Wikidata |
|        | Mare de Déu de la Pietat            | Sant Llorenç de Morunys | església                              | Estil: arquitectura gòtica 15th century      | 42° 08′ 08″ N, 1° 35′ 34″ E / 42.135693°N,1.592665°E ca:Ctra. Berga 907 msnm     | bé integrant del patrimoni cultural català           | Capella de la Pietat                              | Modifica les dades a Wikidata |
|        | Mare de Déu dels Àngels             | Sant Llorenç de Morunys | església capella                      | Estil: arquitectura popular 17th century     | 42° 08′ 14″ N, 1° 35′ 41″ E / 42.137216°N,1.594827°E ca:Camí del Puit 914 msnm   | bé integrant del patrimoni cultural català           | Mare de Déu dels Àngels (Sant Llorenç de Morunys) | Modifica les dades a Wikidata |
|        | Santuari de la Mare de Déu de Lord  | Sant Llorenç de Morunys | església                              | Estil: arquitectura neoclàssica 19th century | 42° 06′ 56″ N, 1° 34′ 55″ E / 42.1156°N,1.58205°E ca:A la mola de Lord 1156 msnm | bé d'interès cultural bé cultural d'interès nacional | Santuari de Lord                                  | Modifica les dades a Wikidata |
|        | monestir de Sant Llorenç de Morunys | Sant Llorenç de Morunys | església monestir església parroquial | Estil: arquitectura romànica 11st century    | 42° 08′ 15″ N, 1° 35′ 28″ E / 42.1375°N,1.59111°E ca:Pl. de l'Església 923 msnm  | bé d'interès cultural bé cultural d'interès nacional | Monestir de Sant Llorenç de Morunys               | Modifica les dades a Wikidata |

## font
| imatge | Nom                      | Ubicat a                | instància de | Detalls | coordenades                                                       | Protecció | Commons (més fotos) | Dades a WD                    |
| ------ | ------------------------ | ----------------------- | ------------ | ------- | ----------------------------------------------------------------- | --------- | ------------------- | ----------------------------- |
|        | font de la Vila          | Sant Llorenç de Morunys | font         |         | 42° 08′ 15″ N, 1° 35′ 32″ E / 42.13758889°N,1.59221667°E 910 msnm |           |                     | Modifica les dades a Wikidata |
|        | font del torrent del Pou | Sant Llorenç de Morunys | font         |         | 42° 08′ 15″ N, 1° 35′ 32″ E / 42.1376°N,1.59222°E 883 msnm        |           |                     | Modifica les dades a Wikidata |

## masia
| imatge | Nom            | Ubicat a                | instància de | Detalls                                  | coordenades | Protecció                                  | Commons (més fotos)                      | Dades a WD                    |
| ------ | -------------- | ----------------------- | ------------ | ---------------------------------------- | --- | ------------------------------------------ | ---------------------------------------- | ----------------------------- |
|        | Ca l'Aimador   | Sant Llorenç de Morunys | masia        |                                          | 42° 08′ 20″ N, 1° 35′ 12″ E / 42.1388639610271°N,1.58659746028372°E 948 msnm                                       |                                            |                                          | Modifica les dades a Wikidata |
|        | Cal Bailina    | Sant Llorenç de Morunys | masia        |                                          | 42° 08′ 24″ N, 1° 35′ 09″ E / 42.1399971433642°N,1.58573729208858°E 943 msnm                                       |                                            |                                          | Modifica les dades a Wikidata |
|        | Cal Dam        | Sant Llorenç de Morunys | masia        |                                          | 42° 08′ 22″ N, 1° 35′ 15″ E / 42.1395520525572°N,1.58762282646914°E 930 msnm                                       |                                            |                                          | Modifica les dades a Wikidata |
|        | Cal Jardí      | Sant Llorenç de Morunys | masia        |                                          | 42° 08′ 03″ N, 1° 36′ 11″ E / 42.1341482519152°N,1.60306126845186°E 813 msnm                                       |                                            |                                          | Modifica les dades a Wikidata |
|        | Cal Rei        | Sant Llorenç de Morunys | masia        |                                          | 42° 08′ 22″ N, 1° 35′ 16″ E / 42.1393469034526°N,1.58778469648058°E 930 msnm                                       |                                            |                                          | Modifica les dades a Wikidata |
|        | Cal Sant       | Sant Llorenç de Morunys | masia        | Estil: arquitectura popular 17th century | 42° 08′ 12″ N, 1° 35′ 24″ E / 42.1367°N,1.58994°E ca:Passeig de cal Sant, 4 924 msnm                               | bé integrant del patrimoni cultural català | Cal Sant (Sant Llorenç de Morunys)       | Modifica les dades a Wikidata |
|        | Cal Siró       | Sant Llorenç de Morunys | masia        |                                          | 42° 08′ 18″ N, 1° 35′ 23″ E / 42.1382973396693°N,1.58958680795664°E 935 msnm                                       |                                            |                                          | Modifica les dades a Wikidata |
|        | Torre del Baró | Sant Llorenç de Morunys | masia        | Estil: arquitectura popular 17th century | 42° 08′ 50″ N, 1° 35′ 42″ E / 42.147316°N,1.594871°E ca:Ctra. a la Coma, km 2, pista a mà dreta 300 m 890 msnm     | bé integrant del patrimoni cultural català | Torre del Baró (Sant Llorenç de Morunys) | Modifica les dades a Wikidata |
|        | el Puit        | Sant Llorenç de Morunys | masia        |                                          | 42° 08′ 13″ N, 1° 35′ 39″ E / 42.1368223898756°N,1.59415715917354°E 905 msnm                                       |                                            |                                          | Modifica les dades a Wikidata |
|        | la Talaia      | Sant Llorenç de Morunys | masia        |                                          | 42° 07′ 58″ N, 1° 36′ 15″ E / 42.1328735217686°N,1.6041419474627°E 825 msnm                                        |                                            |                                          | Modifica les dades a Wikidata |
|        | les Nogueres   | Sant Llorenç de Morunys | masia        |                                          | 42° 08′ 37″ N, 1° 35′ 17″ E / 42.1437190609306°N,1.58812317740825°E ca:Carretera c-462, Km 24,2, esquerra 924 msnm |                                            |                                          | Modifica les dades a Wikidata |

## muntanya
| imatge | Nom                   | Ubicat a                              | instància de | Detalls | coordenades                                                    | Protecció | Commons (més fotos)   | Dades a WD                    |
| ------ | --------------------- | ------------------------------------- | ------------ | ------- | -------------------------------------------------------------- | --------- | --------------------- | ----------------------------- |
|        | Mola de Lord          | Sant Llorenç de Morunys               | muntanya     |         | 42° 07′ 00″ N, 1° 34′ 55″ E / 42.116674°N,1.581828°E 1189 msnm |           | Mola de Lord          | Modifica les dades a Wikidata |
|        | Tossal de Vall-llonga | Navès Sant Llorenç de Morunys Guixers | muntanya     |         | 42° 07′ 17″ N, 1° 34′ 57″ E / 42.1215°N,1.58247°E 1251 msnm    |           | Tossal de Vall-llonga | Modifica les dades a Wikidata |

## pont
| imatge | Nom                     | Ubicat a                                    | instància de | Detalls                                        | coordenades | Protecció                                  | Commons (més fotos) | Dades a WD                    |
| ------ | ----------------------- | ------------------------------------------- | ------------ | ---------------------------------------------- | --- | ------------------------------------------ | ------------------- | ----------------------------- |
|        | Pont de Vall-llonga     | les Cases de Posada Sant Llorenç de Morunys | pont         | Estil: arquitectura popular Travessa: Cardener | 42° 07′ 18″ N, 1° 36′ 11″ E / 42.12175°N,1.602986°E 42° 08′ 29″ N, 1° 35′ 05″ E / 42.1414813133436°N,1.58485717451997°E 790 msnm | bé integrant del patrimoni cultural català | Pont de Vall-llonga | Modifica les dades a Wikidata |
|        | Pont de la Creueta      | Sant Llorenç de Morunys                     | pont         |                                                | 42° 07′ 57″ N, 1° 35′ 10″ E / 42.1325257088709°N,1.58603664429813°E                                                              |                                            |                     | Modifica les dades a Wikidata |
|        | Pont del Beato          | Sant Llorenç de Morunys                     | pont         | Estil: arquitectura popular                    | | bé integrant del patrimoni cultural català |                     | Modifica les dades a Wikidata |
|        | Pontet sobre el Salines | Sant Llorenç de Morunys                     | pont         | Estil: arquitectura popular                    | | bé integrant del patrimoni cultural català |                     | Modifica les dades a Wikidata |

## Misc
| imatge | Nom                                          | Ubicat a                              | instància de                                   | Detalls                                      | coordenades                                                                      | Protecció                                            | Commons (més fotos)                      | Dades a WD                    |
| ------ | -------------------------------------------- | ------------------------------------- | ---------------------------------------------- | -------------------------------------------- | -------------------------------------------------------------------------------- | ---------------------------------------------------- | ---------------------------------------- | ----------------------------- |
|        | Cal Baró Vell                                | Sant Llorenç de Morunys               | casa                                           | Estil: arquitectura popular 17th century     | 42° 08′ 12″ N, 1° 35′ 29″ E / 42.136775°N,1.591373°E ca:C. Sant Nicolau 918 msnm | bé integrant del patrimoni cultural català           | Cal Baró Vell                            | Modifica les dades a Wikidata |
|        | Plaça Major                                  | Sant Llorenç de Morunys               | plaça                                          | Estil: arquitectura popular 13rd century     | 42° 08′ 14″ N, 1° 35′ 31″ E / 42.1371°N,1.59193°E 913 msnm                       | bé integrant del patrimoni cultural català           | Plaça Major (Sant Llorenç de Morunys)    | Modifica les dades a Wikidata |
|        | Recinte murat de Sant Llorenç de Morunys     | Sant Llorenç de Morunys               | muralla urbana                                 | Estil: arquitectura romànica 13rd century    | 42° 08′ 15″ N, 1° 35′ 28″ E / 42.1376°N,1.59117°E 906 msnm                       | bé d'interès cultural bé cultural d'interès nacional | Recinte murat de Sant Llorenç de Morunys | Modifica les dades a Wikidata |
|        | Sant Llorenç de Morunys                      | Sant Llorenç de Morunys               | entitat singular de població capital municipal | 1000 hab                                     | 42° 08′ 15″ N, 1° 35′ 28″ E / 42.1375302°N,1.59104546°E 923 msnm                 |                                                      |                                          | Modifica les dades a Wikidata |
|        | Serrat de la Creueta                         | Sant Llorenç de Morunys               | serra                                          | Llarg: 2.8km                                 | 42° 07′ 58″ N, 1° 34′ 59″ E / 42.1328°N,1.5831°E 1053 msnm                       |                                                      |                                          | Modifica les dades a Wikidata |
|        | casa consistorial de Sant Llorenç de Morunys | Sant Llorenç de Morunys               | casa consistorial                              |                                              | 42° 08′ 14″ N, 1° 35′ 24″ E / 42.137222441219°N,1.5900992338356692°E             |                                                      |                                          | Modifica les dades a Wikidata |
|        | pantà de la Llosa del Cavall                 | Navès Guixers Sant Llorenç de Morunys | embassament                                    | Superfície: 3ha Volum: 79.4hm³ Conca: 200km² | 42° 05′ 59″ N, 1° 34′ 58″ E / 42.0998°N,1.58285°E 806 msnm                       |                                                      | Llosa del Cavall                         | Modifica les dades a Wikidata |